# Crassispira
Crassispira là một chi ốc biển săn mồi cỡ nhỏ với vỏ ốc hẹp và xoắn nhiều, là động vật thân mềm chân bụng sống ở biển thuộc họ lớn Turridae.

## Các loài
Các loài thuộc chi Crassispira rất nhiều và có các loài sau theo Cơ sở dữ liệu sinh vật biển (WoRMS):
- Crassispira abdera (Dall, 1919)
- Crassispira adamsi Jong & Coomans, 1988
- Crassispira adana (Bartsch, 1950)
- Crassispira aequatorialis Thiele, 1925
- Crassispira affinis (Reeve, 1846)
- Crassispira angelettii Bozzetti, 2008
- Crassispira ansonae Wells, 1990
- Crassispira apicata (Reeve, 1845)
- Crassispira appressa (Carpenter, 1864)
- Crassispira asthenes Faber, 2007
- Crassispira ballenaensis Hertlein & Strong, 1951
- Crassispira bandata (Nowell-Usticke, 1971)
- Crassispira bernardi Fernandes et al, 1995
- Crassispira bifurca (Smith E. A., 1888)
- Crassispira bittium Dall, 1924
- Crassispira bridgesi Dall, 1919
- Crassispira brujae Hertlein & Strong, 1951
- Crassispira callosa (Kiener, 1840)
- Crassispira carbonaria (Reeve, 1843)
- Crassispira cerithoidea (Carpenter, 1857)
- Crassispira chacei Hertlein & Strong, 1951
- Crassispira chazaliei (Dautzenberg, 1900)
- Crassispira coelata (Hinds, 1843)
- Crassispira consociata (E.A. Smith, 1877)
- Crassispira coracina McLean & Poorman, 1971
- Crassispira cortezi Shasky & Campbell, 1964
- Crassispira cubana (Melvill, 1923)
- Crassispira currani McLean & Poorman, 1971
- Crassispira discors (Sowerby I, 1834)
- Crassispira drangai Schwengel, 1951
- Crassispira dysoni (Reeve, 1846)
- Crassispira epicasta Dall, 1919
- Crassispira erigone Dall, 1919
- Crassispira eurynome Dall, 1919
- Crassispira flavocarinata (Smith E. A., 1882)
- Crassispira flavonodulosa (Smith E. A., 1879)
- Crassispira flucki (Brown & Pilsbry, 1913)
- Crassispira funebralis Fernandes et al, 1995
- Crassispira fuscescens (Reeve, 1843)
- Crassispira fuscobrevis Rolán, Ryall & Horro, 2007
- Crassispira greeleyi (Dall, 1901)
- Crassispira harfordiana (Reeve, 1843)
- Crassispira harpularia (Desmoulins, 1842)
- Crassispira incrassata (Sowerby I, 1834)
- Crassispira laevisulcata Von Maltzan, 1883
- Crassispira latizonata (Smith E. A., 1882)
- Crassispira lavanonoensis Bozzetti, 2008
- Crassispira martiae McLean & Poorman, 1971
- Crassispira maura (Sowerby I, 1834)
- Crassispira melonesiana (Dall & Simpson, 1901)
- Crassispira mennoi Jong & Coomans, 1988
- Crassispira monilecosta Fernandes et al, 1995
- Crassispira monilifera (Carpenter, 1857)
- Crassispira monilis (Bartsch & Rehder, 1939)
- Crassispira montereyensis (Stearns, 1871)
- Crassispira nigerrima (Sowerby I, 1834)
- Crassispira nigrescens (C. B. Adams, 1845)
- Crassispira ochsneri (Hertlein & Strong, 1949)
- Crassispira oliva Fernandes et al, 1995
- Crassispira pellisphocae (Reeve, 1845)
- Crassispira phasma Schwengel, 1940
- Crassispira pini Fernandes et al, 1995
- Crassispira pluto Pilsbry & Lowe, 1932
- Crassispira premorra (Dall, 1889)
- Crassispira pseudocarbonaria Nolf, 2009
- Crassispira pulchrepunctata Stahlschmidt & Bozzetti, 2007
- Crassispira quadrifasciata (Reeve, 1845)
- Crassispira rhythmica Melvill, 1927
- Crassispira rubidofusca (Schepman, 1913)
- Crassispira rudis (Sowerby I, 1834)
- Crassispira rugitecta (Dall, 1918)
- Crassispira rustica (Sowerby I, 1834)
- Crassispira sacerdotalis Rolan & Fernandes, 1992
- Crassispira safagaensis Kilburn & Dekker, 2008
- Crassispira sandrogorii Ryall, Horro & Rolán, 2009
- Crassispira sanibelensis Bartsch & Rehder, 1939
- Crassispira sinensis (Hinds, 1843)
- Crassispira soamanitraensis Bozzetti, 2008
- Crassispira tasconium (Melvill & Standen, 1901)
- Crassispira tepocana Dall, 1919
- Crassispira trencarti Ryall, Horro & Rolán, 2009
- Crassispira trimariana Pilsbry & Lowe, 1932
- Crassispira tuckeri Bonfitto & Morassi, 2004
- Crassispira turricula (Sowerby I, 1834)
- Crassispira unicolor (Sowerby I, 1834)
- Crassispira verbernei Jong & Coomans, 1988
- Crassispira xanti Hertlein & Strong, 1951

Các loài được đưa vào đồng nghĩa
- Crassispira amathea Dall, 1919: đồng nghĩa của Pilsbryspira amathea (Dall, 1919)
- Crassispira arsinoe Dall, 1919: đồng nghĩa của Pilsbryspira arsinoe (Dall, 1919)
- Crassispira aureonodosa Pilsbry & Lowe, 1932: đồng nghĩa của Pilsbryspira aureonodosa (Pilsbry & Lowe, 1932)
- Crassispira bacchia Dall, 1919: đồng nghĩa của Pilsbryspira bacchia (Dall, 1919)
- Crassispira candace Dall, 1919: đồng nghĩa của Pyrgospira candace (Dall, 1919)
- Crassispira ericana Hertlein & Strong, 1951: đồng nghĩa của Strictispira ericana (Hertlein & Strong, 1951)
- Crassispira hermanita Pilsbry & Lowe, 1932: đồng nghĩa của Maesiella hermanita (Pilsbry & Lowe, 1932)
- Crassispira integra Thiele, 1925: đồng nghĩa của Turris integra (Thiele, 1925)
- Crassispira jungi Macsotay & Campos Villarroel, 2001: đồng nghĩa của Hindsiclava jungi (Macsotay & Campos Villarroel, 2001)
- Crassispira kandai Kuroda, 1950: đồng nghĩa của Pilsbryspira kandai (Kuroda, 1950)
- Crassispira loxospira Pilsbry & Lowe, 1932: đồng nghĩa của Pilsbryspira loxospira (Pilsbry & Lowe, 1932)
- Crassispira nymphia Pilsbry & Lowe, 1932: đồng nghĩa của Pilsbryspira nymphia (Pilsbry & Lowe, 1932)
- Crassispira rufovaricosa Kuroda, Habe & Oyama, 1971: đồng nghĩa của Inquisitor rufovaricosa (Kuroda, Habe & Oyama, 1971)
- Crassispira tampaensis Bartsch & Rehder, 1939: đồng nghĩa của Pyrgospira tampaensis (Bartsch & Rehder, 1939)
- Crassispira walteri Smith M., 1946: đồng nghĩa của Clathrodrillia walteri (Smith M., 1946)